# Borki (Brwinów)
Borki lub Wille Borki – dzielnica willowa położona pomiędzy Podkową Leśną a drogą wojewódzką 719, administracyjne należąca do Brwinowa, historycznie, społecznie i urbanistycznie silnie związana z Podkową Leśną.

## Historia
Dobra brwinowskie wraz z folwarkiem Wilhelmów (później nazywanym Podkową Leśną) należały jeszcze w początkach XIX wieku do księcia Michała Hieronima Radziwiłła, wojewody wileńskiego. W 1852 r. całość kupił Józef Wilhelm Szmidecki. W 1861 r. majątek ten sprzedał Stanisławowi Lilpopowi, który ustalił sukcesję na tym majątku dla swego nieletniego syna Stanisława Wilhelma Lilpopa. Stopniową parcelację dóbr brwinowskich rozpoczęto już na początku ostatniej ćwierci XIX w. Z roku 1876 pochodzi „Plan części dóbr Ziemskich Brwinów, w Guberni Warszawskiej, w powiecie błońskim wyłączonej spod zabezpieczenia pożyczki Towarzystwa Kredytowego Ziemskiego”. W okresie tym z dóbr brwinowskich wydzielono folwark Wilhelmów, w skład którego wchodziły również  Brwinów Wille i Brwinów Borki, a także Stawisko, gdzie później zamieszkał Jarosław Iwaszkiewicz ze swoją żoną Anną z Lilpopów. Następne parcelacje na terenie dóbr Brwinów (1898 r.) objęły Letnisko Węgrzynek, przylegające od północy późniejszej kolonii Brwinów Borki. Warto podkreślić, że zarówno Stawisko jak i Borki posiadały wspólną hipotekę.  Parcelacja działek w Borkach przeprowadzona przez Stanisława Wilhelma Lilpopa rozpoczęła się kilka lat wcześniej niż w Podkowie Leśnej.
9 kwietnia 1925 r. powstała spółka pod nazwą „Miasto-Ogród Podkowa Leśna, Spółka z ograniczoną odpowiedzialnością” w skład której weszli : Stanisław Lilpop jako właściciel gruntów, konsorcjum „Siła i Światło” oraz Bank Związku Spółek Zarobkowych. Spółka ta kupiła od Stanisława Lilpopa majątek pod nazwą hipoteczną „Podkowa Leśna” i rozpoczęła parcelację według planu sporządzonego przez arch. Antoniego Jawornickiego.
Do wybuchu II wojny światowej zarówno na terenie Podkowy Leśnej jak i Borek powstało wiele domów będących często domami letnimi. Ich mieszkańcami były nierzadko osoby wybitne.
Swój odrębny charakter – miasta ogrodu - Borki zachowały do dziś. Mieszkańcy Borek w przeważającej części uważali się za mieszkańców Podkowy Leśnej.
Mieszkańcy Borek jako pierwsi podjęli próbę reaktywowania w 1970 r. Towarzystwa Przyjaciół Podkowy Leśnej. Siedziba Towarzystwa mieściła się w willi Natusin przy ulicy Lilpopa w Borkach. (Na pieczątce widnieje adres Podkowa Leśna Wschodnia ul.Lilpopa 58 m.2).
Do ostatecznego oddzielenia Borek od Brwinowa przyczyniło się zbudowanie w latach 60. XX w. obwodnicy Brwinowa (droga nr 719).  Nie skorygowano wtedy granicy pomiędzy Brwinowem i Podkową Leśną i nie przyłączono Borek do Podkowy Leśnej.
Mieszkańcy Borek już kilkukrotnie na przestrzeni kilkudziesięciu lat podejmowali próby przyłączenia osiedla do Podkowy Leśnej.

## Znani mieszkańcy
- Włodzimierz Borowski (ur. 1930,  zm. 2008) – artysta malarz, twórca environment, happeningów i instalacji, konceptualista, jeden z pionierów sztuki performance.
- Krzysztof Jaworski, pseudonimy: Kicior, Krzysztof Kościesza, (ur. 1954, zm. 2021) – poeta, malarz, operator filmowy
- Stanisław Komorowski (ur. 1953, zm. 2010) – polityk, dyplomata, fizyk, podsekretarz stanu w Ministerstwie Spraw Zagranicznych, podsekretarz stanu w Ministerstwie Obrony Narodowej.
- Zygmunt Marszewski ps. „Kazimierz” (ur. 1897, zm. 1982) – pułkownik kawalerii Polskich Sił Zbrojnych.
- Piotr Mitzner (pseud. Jan Pławski, Jan Miciak, ur. 1955 r.) – teatrolog, poeta, eseista, pisarz.
- Wacław Paszkowski (ur. 1881, zm. 1950) – inżynier technolog (żelbetnictwo), profesor Politechniki Warszawskiej, minister komunikacji w rządzie Józefa Świeżyńskiego (1918).
- Leon Petrażycki (ur. 1867, zm. 1931) – prawnik, filozof, socjolog prawa, etyk i logik.
- Adam Henryk Toruńczyk (ur. 1945) – matematyk, profesor nauk matematycznych, profesor zwyczajny na Uniwersytecie Warszawskim oraz w Instytucie Matematycznym PAN.
- Zygmunt Zbichorski (ur. 1914, zm. 2002) – profesor zwyczajny nauk technicznych na Politechnice Warszawskiej i Politechnice Śląskiej.